# Alvarsee
Ein Alvarsee ist ein flaches, für die Landschaftsform eines Alvars typisches Stillgewässer. Alvarseen bestehen zum Beispiel im Stora Alvaret auf der schwedischen Ostseeinsel Öland.
In einem Alvar besteht nur eine sehr dünne Bodenschicht, unter der sich eine Gesteinsschicht befindet. Dies führt dazu, dass sich in bestehenden Senken schnell Niederschlagswasser ansammelt. Während die ebenfalls für Alvare typischen Vätar periodisch völlig austrocknen, bleibt in den Alvarseen aufgrund der Größe und Tiefe der jeweiligen Senke das Wasser, abgesehen von Fällen extremer Trockenheit, permanent stehen.
Die Ausdehnung des Alvarsees ist je nach jahreszeitlich bedingtem Wasservorkommen Schwankungen unterworfen, wobei sich typischerweise in der Mitte des Sees auch in den Trockenperioden Wasser hält. Dieses Charakteristikum führt dazu, dass vor allem in der Mitte gute Bedingungen für eine dauerhafte Ansiedlung von Vegetation bestehen. Auf diese Weise entsteht dort eine Grünzone aus Moor- und Seepflanzen, die von offenen Wasserflächen umgeben ist. Die Mittelinsel neigt dazu, sich im Zuge einer Verlandung auszudehnen. Alvarseen werden bei fortschreitender Verlandung zu Sumpfgebieten.
Alvarseen sind bekannt für ihren Vogelreichtum. Bekannte Alvarseen sind Möckelmossen, Dröstorps mosse und Stormaren auf Öland.